# Маріанна Каат
Маріанна Каат (ест. Marianna Kaat; нар. 7 грудня 1957, Таллінн, Естонська РСР, СРСР) — естонська режисерка, продюсерка та сценаристка документального кіно.

## Життєпис
Народилася 7 грудня 1957 року в Таллінні. Закінчила Ленінградський державний інститут театру, музики та кінематографії, здобула ступінь кандидата наук. Працювала сценаристкою-редакторкою, режисеркою, менеджеркою із закупівель на естонському телебаченні. 
У 1998 року заснувала незалежну продюсерську компанію «Baltic Film Production».
Викладачка Балтійської школа кіно та медіа Талліннського університету. 
У 2017 році була членом журі 8-го Одеського міжнародного кінофестивалю.

## Фільмографія
| Рік  | Українська назва                 | Оригінальна назва           | Тип              | Режисерка  | Продюсерка | Сценаристка |
| ---- | -------------------------------- | --------------------------- | ---------------- | ---------- | ---------- | ----------- |
| 2017 | «14 відмінків»                   | 14 käänet                   | Документальний   | Green tick | Green tick |             |
| 2016 | «Рідні»                          | Родные                      | Документальний   |            | Green tick |             |
| 2012 | «Робоча назва: Вундеркінд»       | Tööpealkiri: Imelaps        | Документальний   | Green tick | Green tick |             |
| 2012 | «Робоча назва: Імператор»        |                             | Документальний   | Green tick | Green tick | Green tick  |
| 2010 | «Копанка номер 8»                | Auk Nr. 8, Pit NO 8         | Документальний   | Так [ 3 ]  | Green tick | Green tick  |
| 2010 | «Лоботомія»                      | «Lobotomiya»                | Документальний   |            | Green tick |             |
| 2008 | «Прикольна казка»                |                             | Художній         |            | Green tick |             |
| 2008 | «Секс та смерть: Кровні зв'язки» | Seks ja surm: Veresidemed   | Короткометражний |            | Green tick |             |
| 2007 | «Площа Каліновського»            | Ploshcha, Kalinovski Square | Документальний   |            | Green tick |             |

## Нагороди та номінації
| Рік  | Премія                                              | Номінація                                                                       | Робота            | Результат |
| ---- | --------------------------------------------------- | ------------------------------------------------------------------------------- | ----------------- | --------- |
| 2009 | «MIPDOC European Trailblazer»                       | Європейський першопрохідник, обрана Європейською документальною мережею (Данія) |                   | Перемога  |
| 2010 | Міжнародний фестиваль документального кіно «Їглава» | Найкращий документальний фільм                                                  | «Копанка номер 8» | Номінація |
| 2011 | Міжнародний кінофестиваль «Lume»                    | Критичний погляд                                                                | «Копанка номер 8» | Номінація |